# Bãi biển Cửa Tùng

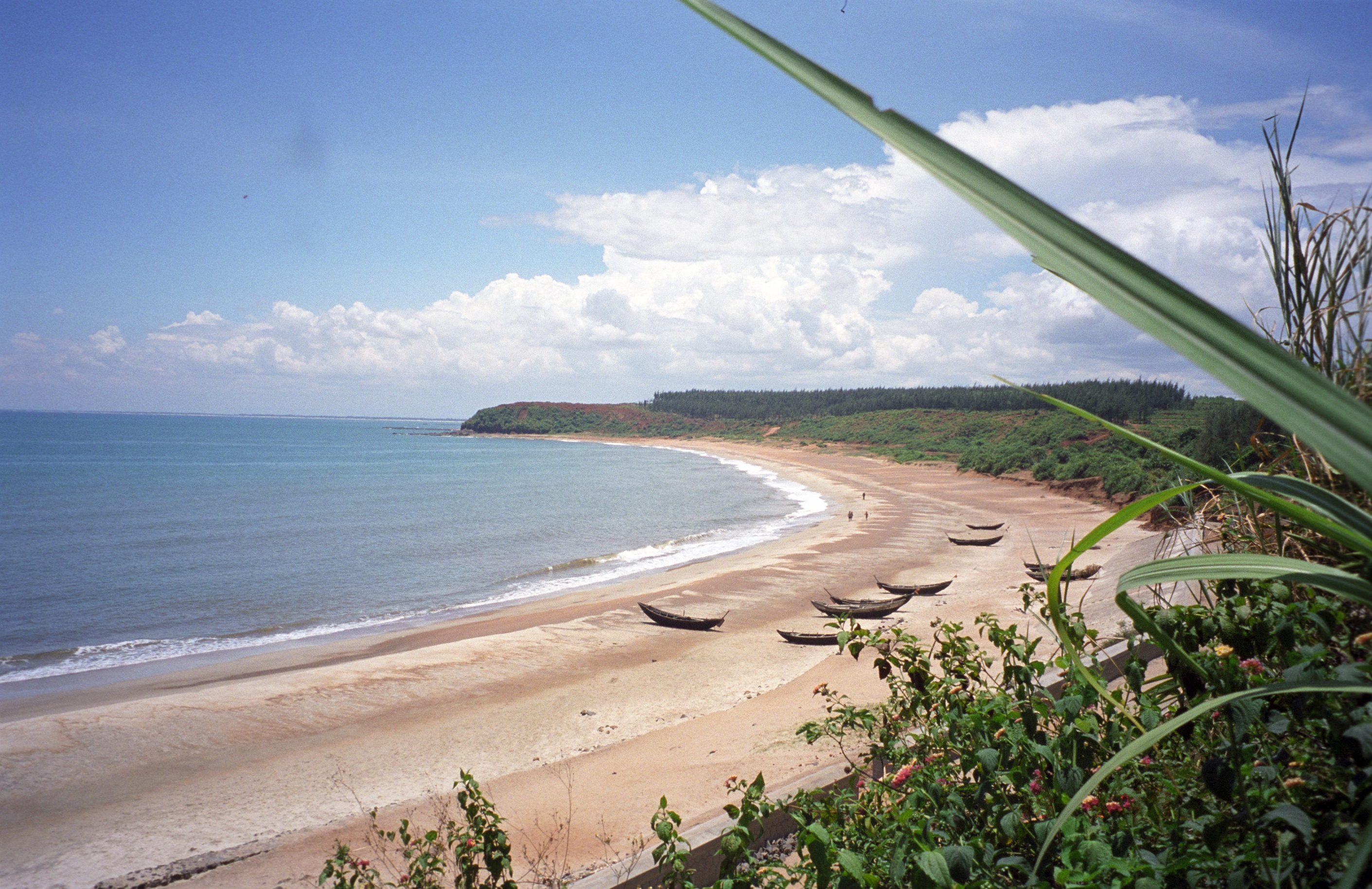
Bãi biển Cửa Tùng

Bãi biển Cửa Tùng thuộc Thị trấn Cửa Tùng, huyện Vĩnh Linh tỉnh Quảng Trị. Bãi biển Cửa Tùng giáp với Địa đạo Vĩnh Mốc và sông Bến Hải chảy ra biển tạo nên bãi tắm Cửa Tùng. Bãi biển này được người Pháp mệnh danh là "Nữ hoàng của các bãi biển" vì bãi cát mịn với những ngầm đá nhô ra biển. 

## Thực trạng
Nhiều năm nay, bãi tắm này bị xói lở nghiêm trọng, ngày một thu hẹp và đang đứng trước nguy cơ bị xóa sổ, bãi biển ngày càng mất dần nhưng bên ngoài tàu vẫn ngang nhiên hút cát, càng ngày càng không còn bãi tắm nữa vì biển sâu hẳn đi. Nhiều dự án về du lịch nghỉ dưỡng đầu tư tại bãi biển Cửa Tùng cũng bỏ dở, không triển khai, trong đó, nguyên nhân chính và nguyên nhân chủ yếu làm sạt lở và xâm thực bãi tắm Cửa Tùng có một phần chính là do xây dựng kè ở bờ Nam. Bãi tắm Cửa Tùng đang bị xâm thực ngày càng nghiêm trọng không còn bãi cát trắng mịn như trước đây.